# Arthrosaura testigensis
Espèce
Arthrosaura testigensis est une espèce de sauriens de la famille des Gymnophthalmidae.

## Répartition
Cette espèce est endémique de l'État de Bolívar au Venezuela. Elle a été découverte sur l'Altiplanicie Sur Terekyurén du tepui Murisipán.

## Étymologie
Son nom d'espèce, composé de testig[os] et du suffixe latin -ensis, « qui vit dans, qui habite », lui a été donné en référence au lieu de sa découverte : la base Los Testigos.

## Publication originale
- Gorzula & Señaris, 1999 : Contribution to the herpetofauna of the Venezuelan Guayana. I : a data base. Scientia Guaianae, Caracas, no 8, p. 1-269.